# Guerra tossicologica
Per guerra tossicologica o "guerra biologica" si intende un conflitto tra due o più paesi nel quale le fazioni fanno uso di armi biologiche, vale a dire agenti patogeni esistenti in natura. La guerra tossicologica si distingue dalla guerra chimica in quanto in quest'ultima si fa uso di agenti chimici e non naturali, prevalentemente prodotti in laboratorio. Sia la guerra tossicologica che la guerra chimica sono state rese illegittime da diverse convenzioni internazionali, in particolare dalla Terza convenzione di Ginevra.

## Storia della guerra tossicologica
Prima del XX secolo, le armi biologiche venivano usate principalmente in tre forme: 
- avvelenamento da cibo e acqua con materiale infettivo,
- uso di microrganismi, tossine e animali (vivi o morti) nei sistemi di armamenti,
- uso di tessuto biologicamente inoculato, ad es. applicazione di materiale infettivo agli indumenti.

### Antichità
La segale cornuta è una delle prime armi batteriologiche documentate nella Storia, usata per avvelenare le derrate alimentari. L'intossicazione da segale cornuta, contenuta nella farina per fare il pane, produce una sintomatologia molto grave, nota come ergotismo.
Anche l'avvelenamento delle fonti d'acqua è una tecnica conosciuta nel mondo antico. Nel VI secolo avanti Cristo, la Prima guerra sacra (595–585 a.C.) tra l'anfizionia delfica e la città di Cirra è nota perché la Lega anfizionica avvelenò i rifornimenti idrici della città di Cirra usando l'elleboro. L'acqua addizionata di elleboro presto rese i difensori così deboli per la diarrea che non furono in grado di continuare a resistere all'assalto. Cirra venne espugnata e tutta la popolazione venne trucidata. L'idea di usare l'elleboro era stata di un medico di nome Nebro, antenato di Ippocrate. Alcuni i sono chiesti se sia stato il senso di colpa per l'utilizzo del veleno da parte del suo antenato che spinse Ippocrate a formulare l'omonimo giuramento.. 
Nel IV secolo a.C. il greco Enea Tattico, nel suo trattato sulla guerra "Poliorketika", suggerisce fra le altre cose, di «rendere l'acqua non potabile». Nel II secolo a.C. il console romano Manio Aquillio, comandante nel regno di Pergamo nell'anno 129 a.C., fece avvelenare le fonti d'acqua potabile delle città: il fatto è citato dallo storico Lucio Anneo Floro che biasima Manio Aquillio perché aveva ottenuto una vittoria rapida ma vergognosa, contro il diritto degli dèi.
Esiste documentazione sull'uso presso gli Sciti e altri popoli antichi di avvelenare le loro frecce in combattimento, immergendo le frecce in corpi in decomposizione. Alcune società guerriere stanziate in Sudafrica nella tarda età della pietra (circa 10.000 a.C.) conosciute come San, usavano frecce avvelenate, imbevendo il legno e le punte con veleni ricavati dall'ambiente circostante, principalmente da scorpioni o serpenti, ma si ritiene che venissero usate anche alcune piante velenose. Analogamente, i poemi omerici hanno tramandato la memoria dell'uso di avvelenare le frecce nell'Antica Grecia. Come per gli Sciti, si trattava anche per i Greci di veleni derivati da un processo di putrefazione (ptomaine), che sono in uso ancora oggi presso alcune popolazioni oceanichee. Secondo alcuni, dall'uso di avvelenare la freccia (in greco antico bèlos) deriverebbe la parola veleno (gr. belegnon e lat. venenum). Le armi chimiche sono state usate per millenni sotto forma di frecce avvelenate, ma esistono prove di armi più avanzate in epoca antica e classica.
Lo storico romano Cornelio Nepote riferisce che nella battaglia navale contro la città di Pergamo (nell'odierna Turchia) nel 184 a.C., il generale Annibale era in inferiorità numerica. Ebbe quindi l'idea di far catturare dei serpenti velenosi e di farli chiudere in vasi di coccio. Fece quindi lanciare questi vasi nelle navi nemiche, suscitando il terrore degli avversari e vincendo la battaglia. In maniera simile, durante la seconda guerra partica, Settimio Severo mise sotto assedio la città di Hatra in Mesopotamia (oggi al-Ḥaḍr in Iraq): gli abitanti respinsero l'assedio gettando sui soldati romani dei vasi di terracotta pieni di scorpioni vivi.
Sempre a Roma nel 331 a.C. fu celebrato il primo processo per avvelenamento seriale della Storia. Stando allo storico Tito Livio, una schiava denunciò al magistrato Quinto Fabio Massimo che quella che si riteneva una strana malattia che colpiva solo gli uomini era in realtà la conseguenza di un avvelenamento seriale ad opera di alcune matrone romane. Più tardi, durante l'epidemia di vaiolo che devastò l'Impero romano (la cosiddetta "peste antonina") si registrano dei tentativi di spiegazione per avvelenamento: lo storico Cassio Dione sostiene che la malattia si diffondeva anche tramite la distribuzione di "aghi avvelenati" da parte di malintenzionati. È una delle prime attestazioni della credenza nell'esistenza di untori di malattie.

### Medioevo
L'uso di avvelenare le frecce è proseguito senz'altro fino al Medioevo, per esempio tra i Franchi, anche se questa pratica venne progressivamente vietata in quanto considerata sleale.
Un'altra modalità era quella di lanciare i corpi uccisi in battaglia nelle città nemiche, coi trabucchi oppure lasciandoli nelle riserve d'acqua per contaminarle. Nel 1347, in Crimea, i corpi di alcuni guerrieri tartari di Ganī Bek morti di peste, vennero gettati oltre le mura della colonia genovese di Caffa (oggi Feodosia, Ucraina) dopo un assedio protrattosi per mesi. Secondo alcuni, questa pratica potrebbe essere stata responsabile dell'avvento della peste nera in Europa tramite il traffico marittimo.

### Epoca moderna
Alcuni studi recenti hanno documentato che la Repubblica di Venezia tentò di combattere l'Impero ottomano anche diffondendo la peste. Durante l'assedio della città di Candia (oggi chiamata Heraklion) a Creta, che durò dal 1648–1669, un medico croato-veneziano, Michiel Angelo Salamon, propose al consiglio veneziano di "distillare l'essenza della malattia" dai fluidi corporei dei malati e di cospargere questa essenza sui tessuti che i turchi compravano al mercato. La corrispondenza fra Salamon e il consiglio veneziano termina nel 1651 e non si sa se il piano venne mai messo in pratica. Tuttavia, gli scienziati di oggi sono scettici sul suo funzionamento, in quanto la peste viene veicolata dagli starnuti e dalla tosse di persone vive, oppure dalle punture delle pulci portate da un ratto nero (rattus rattus) che ha contratto la malattia. Non sembra invece che la peste possa essere propagata dai fluidi corporei o dai vestiti..
Nel Settecento, l'esercito inglese trasmise intenzionalmente il bacillo del vaiolo durante la guerra dei sette anni a Fort Pitt, l'odierna Pittsburgh.
Sempre nel Settecento, in Canada, la Compagnia della Baia di Hudson avrebbe commerciato coperte infettate con il vaiolo con l'intenzione di sterminare le popolazioni native americane. Si tratta di una vicenda storica su cui c'è dibattito fra gli studiosi.

### Epoca contemporanea
Per armi biologiche controllate si aspetterà fino in epoca contemporanea ed il loro sviluppo si protrarrà fino alla guerra fredda nonostante la convenzione di Ginevra lo bandisse fin dal 1864.
Durante la seconda guerra sino-giapponese, agli ordini del generale Shirō Ishii, l'unità 731 fu incaricata di studiare e testare armi chimiche e biologiche, violando il Protocollo di Ginevra che il Giappone aveva sottoscritto nel 1925, e che metteva al bando questo tipo di armi. L'Unità 731 testava il frutto del proprio lavoro (agenti chimici e biologici) attraverso la diffusione tra la popolazione civile ed i prigionieri, ad esempio lanciando dagli aerei sciami di zanzare infette, o contaminando con agenti patogeni i pozzi.
Nel 1943 i Tedeschi attuarono il primo ed unico attacco bioterroristico contro gli Alleati (e contro la popolazione civile) finora noto, infestando la provincia di Latina, bonificata pochi anni prima, con il Plasmodium della malaria..

Più volte, dopo l'11 settembre 2001, lettere con tracce di antrace furono recapitate a senatori del partito democratico statunitense e alle redazioni di alcuni giornali del nuovo continente, con esiti infausti: morirono 5 persone e se ne ammalarono 17. In un primo tempo di questi attacchi furono accusate organizzazioni terroristiche, ma poi nel 2008 l'FBI stabilì che l'unico colpevole di questi attacchi era stato il Dr. Bruce Edwards Ivins, noto esperto governativo di bioterrorismo, suicidatosi il 29 luglio 2008. Un attacco di ampia portata risulta tuttavia difficilmente realizzabile per via delle difficoltà che presenta la diffusione su vasta scala delle spore.
Nel 2003, il segretario di stato americano Colin Powell tenne un discorso al Consiglio di Sicurezza delle Nazioni Unite, in cui, agitando una fialetta contenente della polvere bianca (antrace), denunciò l'Iraq come produttore di armi di distruzione di massa. Un mese dopo l'Iraq fu invaso: successivamente le affermazioni di Powell risultarono completamente false, come dovette ammettere lui stesso.
Durante la pandemia di COVID-19 del 2019-2021, Stati Uniti e Cina si sono scambiati accuse circa una possibile origine "in laboratorio" del virus. Le accuse vanno dalla preparazione pianificata all'incidente sul lavoro a causa di standard di sicurezza troppo bassi. Il presidente degli Stati Uniti Donald Trump e poi il Segretario di Stato americano Mike Pompeo hanno accusato i laboratori cinesi di essere la causa della pandemia. Questa affermazione è stata più volte smentita da diversi scienziati, ciononostante è stata ripresa da un ex dirigente dei servizi segreti britannici,  Sir Richard Dearlove e da una virologa cinese, Li-Meng-Yan, intervenuta nel talk show britannico di intrattenimento "Loose Women". Specularmente, alcuni esponenti russi hanno accusato gli Stati Uniti di avere fabbricato il virus in laboratorio come forma di arma biologica da diffondere in Cina, al fine di danneggiarla e accusarla.